# Tobołki przerosłe
Tobołki przerosłe (Noccaea perfoliata (L.) Al-Shehbaz) – gatunek rośliny z rodziny kapustowatych (nazywanych też krzyżowymi).

## Rozmieszczenie geograficzne
Rodzimy obszar występowania obejmuje Europę bez Skandynawii, tereny Azji o umiarkowanym klimacie, Pakistan i Afrykę Północną. Rozprzestrzenia się też gdzieniegdzie poza rejony swojego rodzimego występowania. W Polsce jest dość rzadki, występuje głównie na południu. Według niektórych autorów uznawany jest za prawdopodobnie kenofita, według innych za gatunek rodzimy.

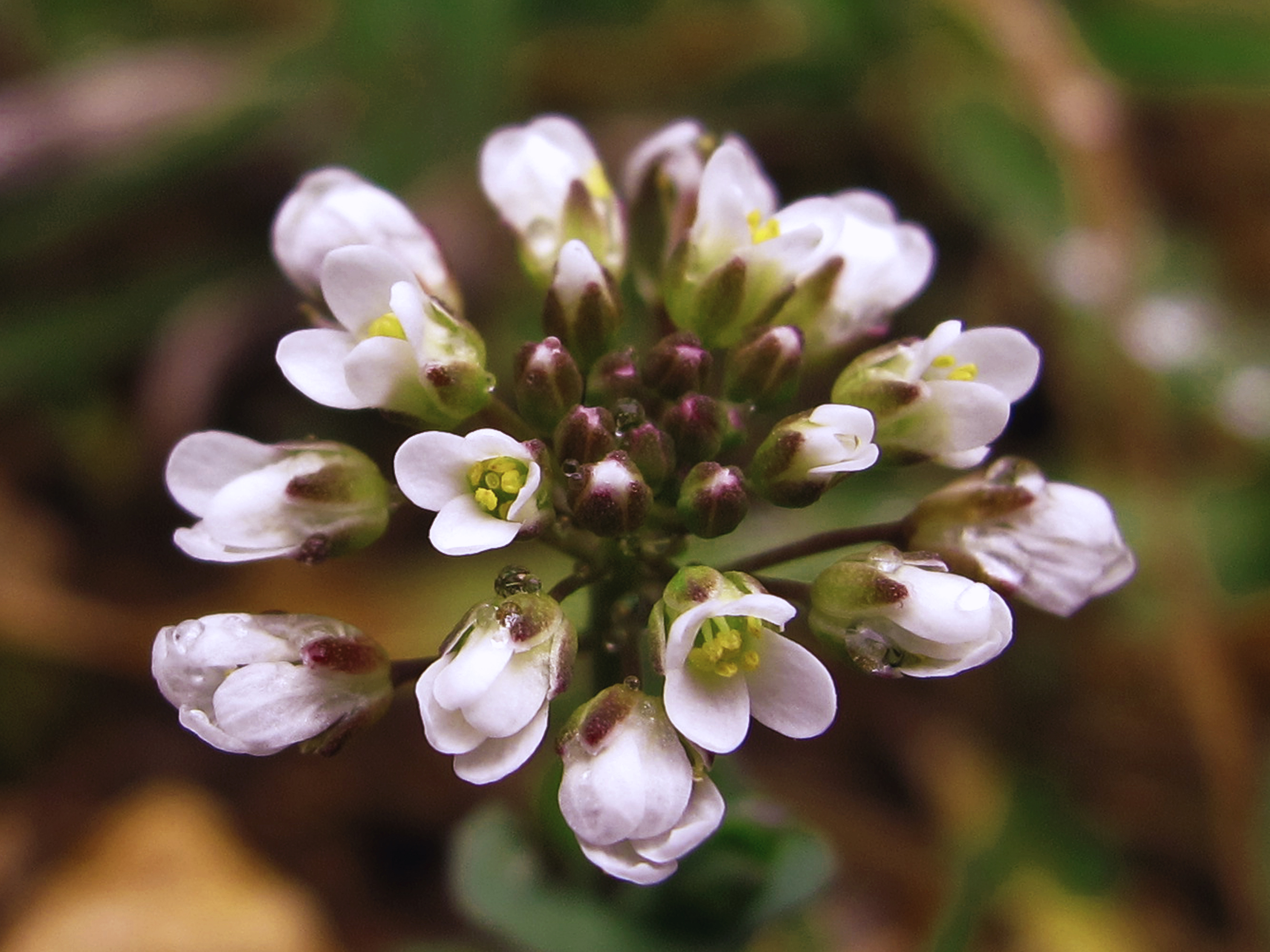
Kwiaty

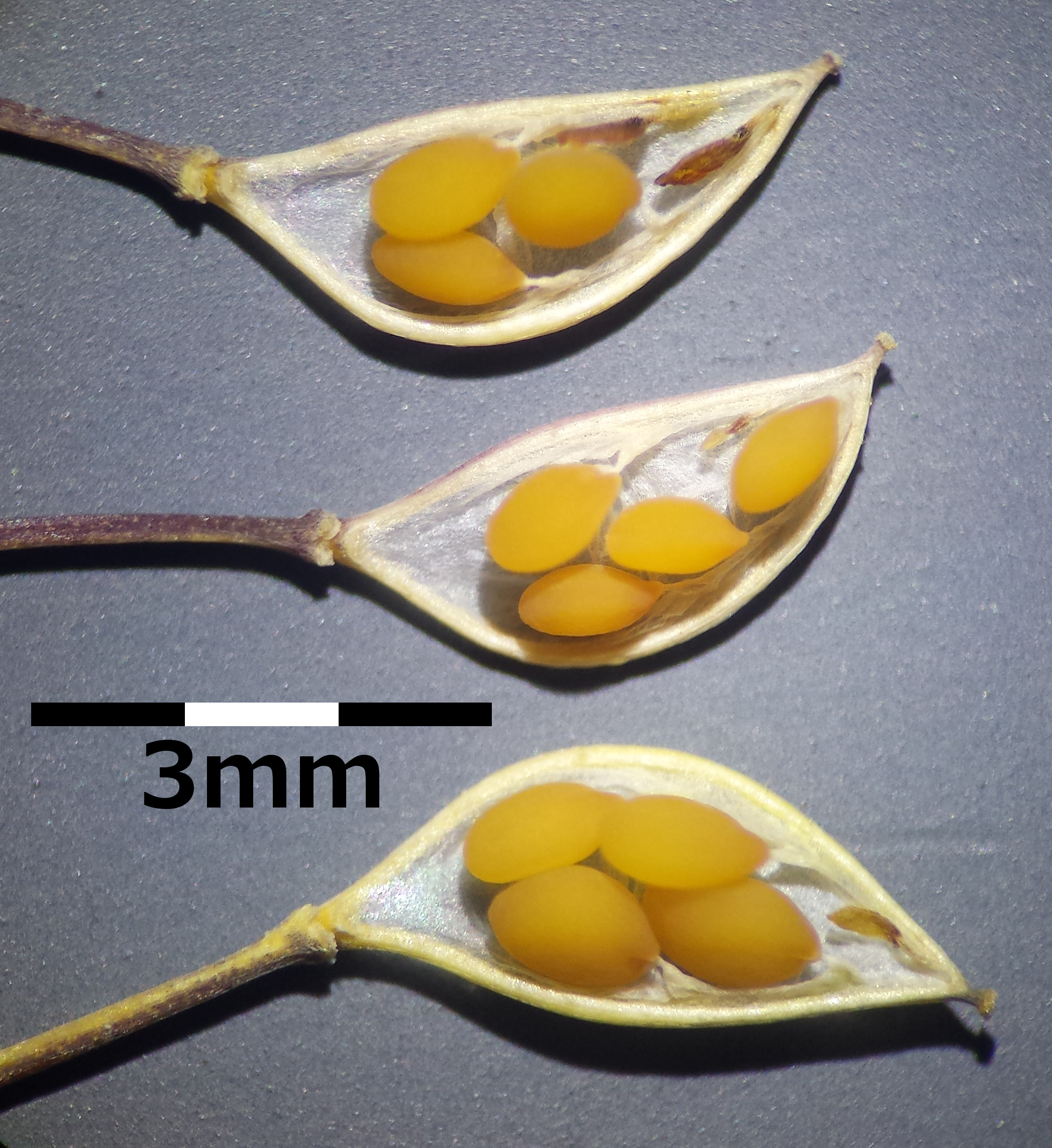
Owoce i nasiona

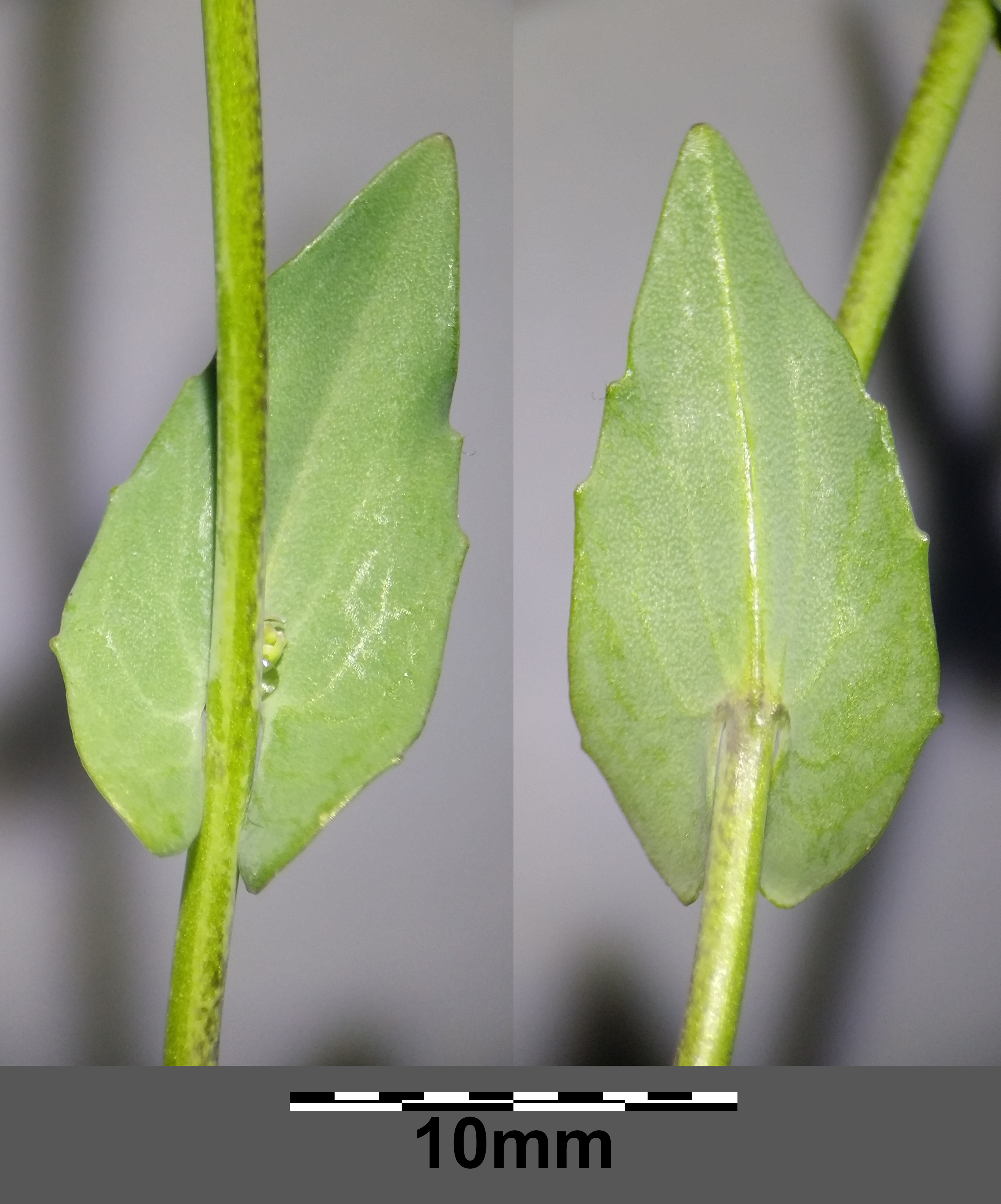
Liść łodygowy

## Morfologia
ŁodygaWzniesiona o osiągająca wysokość do 20, wyjątkowo 30 cm, okrągła na przekroju.
LiścieCałobrzegie, w nasadzie sercowate, siedzące.
KwiatyDrobne kwiaty na dosyć długich szypułkach tworzą grona na szczytach pędów kwiatowych.
OwocŁuszczynki w górnej części słabo oskrzydlone. Nasiona gładkie lub co najwyżej słabo punktowano marszczone.

## Biologia i ekologia

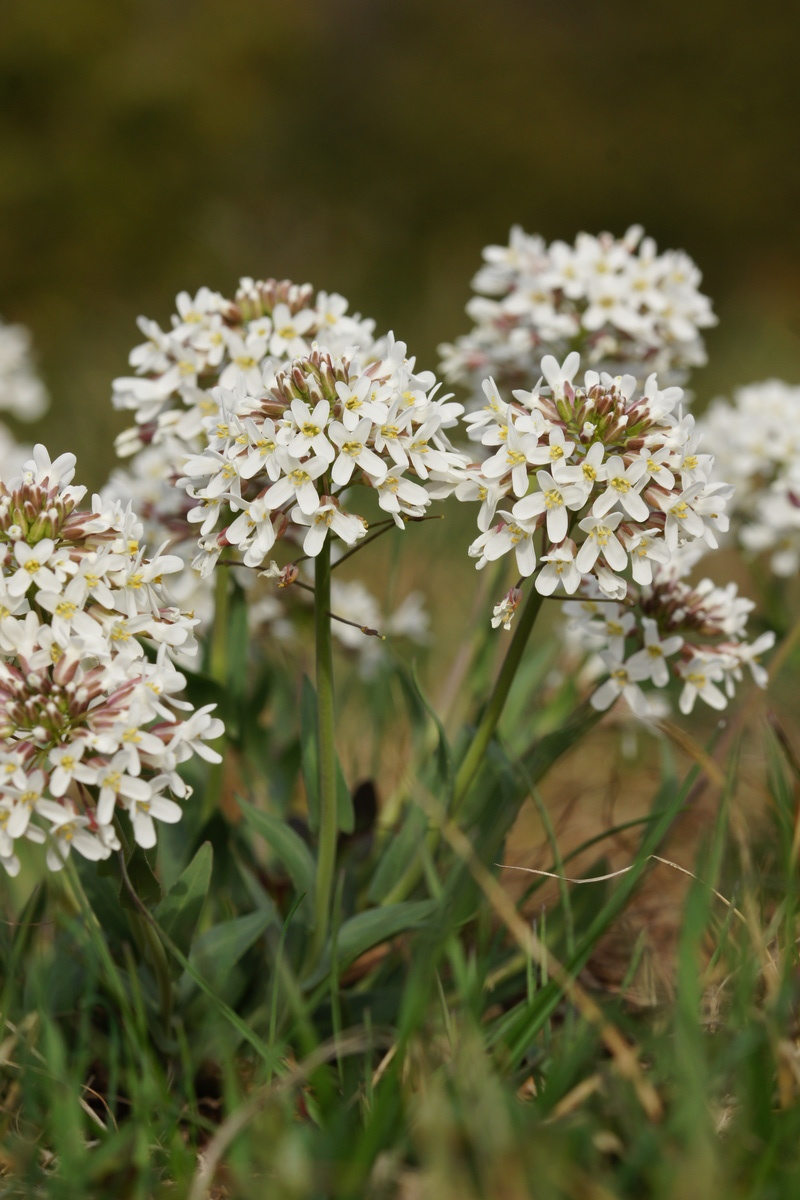
Pokrój na początku kwitnienia

Roślina jednoroczna lub dwuletnia. Kwitnie od marca do czerwca.

## Zagrożenia i ochrona
Umieszczone na polskiej czerwonej liście w kategorii NT (bliski zagrożenia).